# Marie-Thérèse de Habsbourg-Toscane (1862-1933)
Pour les articles homonymes, voir Marie-Thérèse de Habsbourg-Toscane.
Titre
Reine consort de Pologne
5 novembre 1916 – 11 novembre 1918
(2 ans et 6 jours)
Marie-Thérèse de Habsbourg-Toscane, née le 18 septembre 1862, décédée le 10 mai 1933, est archiduchesse d'Autriche et reine titulaire de Pologne.

## Biographie
Fille de Charles Salvator de Habsbourg-Toscane et de Marie-Immaculée de Bourbon-Siciles, Marie-Thérèse de Habsbourg-Toscane épousa en 1886 l’archiduc Charles-Étienne de Teschen, qui reçut la couronne de Pologne en 1917. 
Six enfants sont nés de cette union :
- Éléonore d'Autriche-Teschen (1886-1974), en 1913 elle épouse Alphonse von Kloss (1880-1953),
- Renée d'Autriche-Teschen (1888-1935), épouse en 1909 le prince Jérôme Radziwill (1885 -  tué en 1945),
- Charles-Albert de Teschen (1888-1951), prince d'Altenbourg, en 1920 il épouse Alice d'Ankarcrona (1889-1985),
- Mathilde d'Autriche-Teschen (1891-1966), en 1913 elle épouse le prince Olgier Czartoryski,
- Léon-Charles de Teschen (1893-1939), en 1922, il épouse la comtesse Clotilde de La Roche de Montjoie-Vaufrey (1893-1978),
- Guillaume de Habsbourg-Teschen (1895-1948).

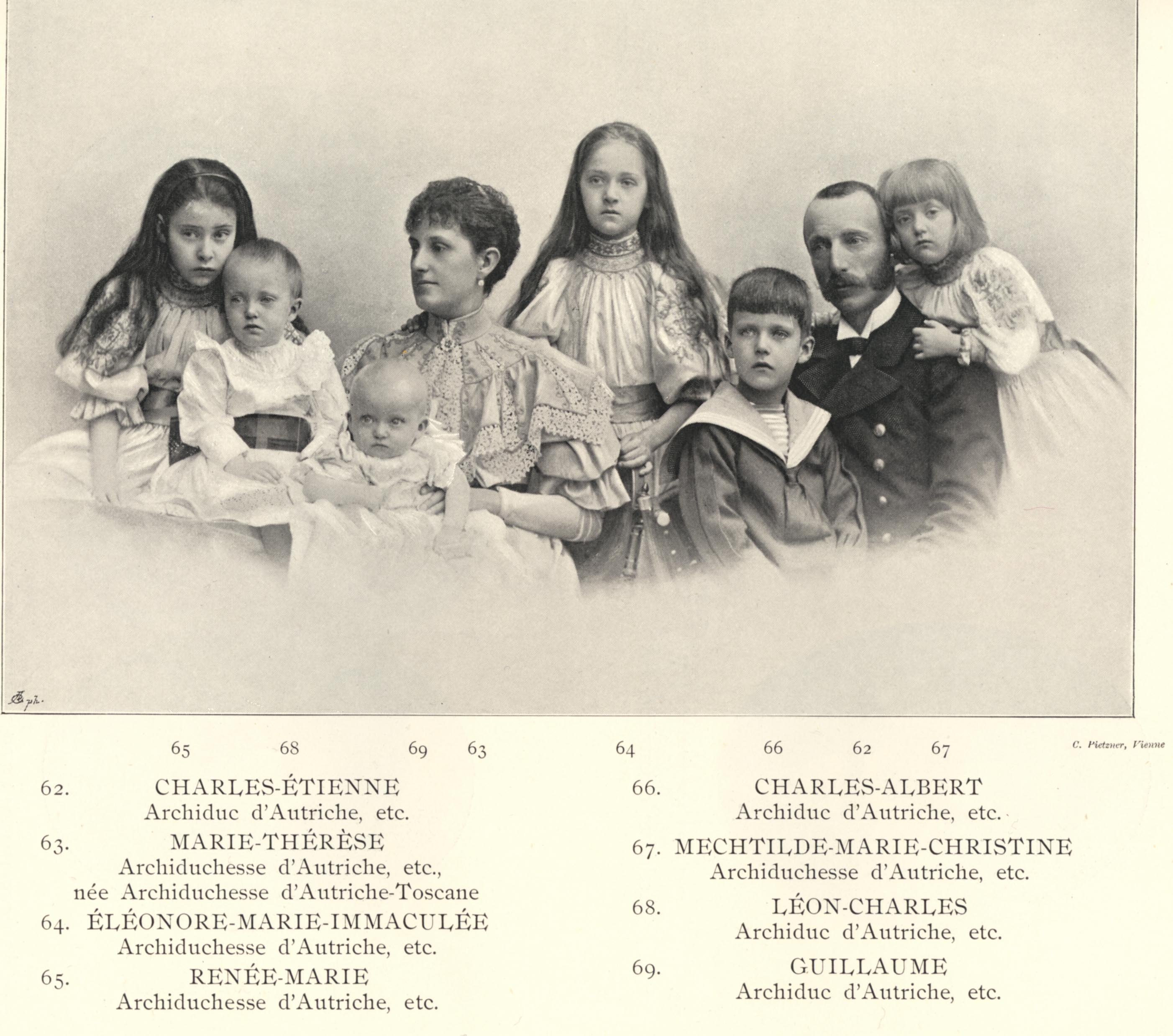
Charles-Étienne, Marie-Thérèse et leurs 6 enfants (1896).